# Distantobelus centralensis
Distantobelus centralensis är en insektsart som beskrevs av Boulard 1977. Distantobelus centralensis ingår i släktet Distantobelus och familjen hornstritar. Inga underarter finns listade i Catalogue of Life.